# To Everybody
To Everybody è il secondo album del gruppo statunitense dei 90 Day Men, pubblicato nel 2002 dalla Southern Records.

## Tracce
Tutti i pezzi sono stati scritti dai 90 Day Men, eccetto ove indicato.
1. I've Got Designs on You - 7:31
2. Last Night, A DJ Saved My Life (Cleveland) - 3:04
3. Saint Theresa in Ecstacy - 8:16
4. We Blame Chicago - 5:43
5. Alligator - 5:40
6. A National Car Crash - 8:40

## Formazione
- Brian Case - voce, chitarra
- Robert Lowe - basso, voce
- Cayce Key - batteria
- Andy Lansangan - tastiere